# Lisa Fjällbäck-Velander
Emmy Karolina Elisabet (Lisa) Fjällbäck-Velander, född Fjällbäck den 26 november 1879 i Stockholm, död 28 juni 1962 i Stockholm, var en svensk kvinnosakskvinna och kommunpolitiker.
Hon var dotter till politikern Johan Fjällbäck och gift med ingenjören Sten Velander.